# Dasyomma
Dasyomma är ett släkte av tvåvingar. Dasyomma ingår i familjen bäckflugor.

## Dottertaxa tillDasyomma, i alfabetisk ordning[1]
- Dasyomma abdominale
- Dasyomma atribasis
- Dasyomma atritarsis
- Dasyomma basale
- Dasyomma caeruleum
- Dasyomma chapelco
- Dasyomma chrysopilum
- Dasyomma cinerascens
- Dasyomma croceicornis
- Dasyomma dissimile
- Dasyomma flavum
- Dasyomma fulvum
- Dasyomma gonzalezi
- Dasyomma hardyi
- Dasyomma herbsti
- Dasyomma hirticeps
- Dasyomma humerale
- Dasyomma hydrophilum
- Dasyomma immaculatum
- Dasyomma impressifrons
- Dasyomma infernale
- Dasyomma maculipenne
- Dasyomma malleco
- Dasyomma mcalpinei
- Dasyomma norrisi
- Dasyomma poecilogaster
- Dasyomma tasmanicum
- Dasyomma tonnoiri
- Dasyomma trianguliferous
- Dasyomma trivittatum
- Dasyomma univittatum
- Dasyomma wirthi
- Dasyomma vittatum